# کای کوکوشی
کای کوکوشی (به ژاپنی: 甲斐国志（かいこくし) یک کتاب تاریخی توپوگرافی دوره ادو است که در (سال یازدهم بونکا ) (۱۸۱۴ میلادی) تکمیل شد. نسخه قطعی بر اساس کتاب اختصاص یافته به شوگون سالاری توکوگاوا که یکی از بهترین رکوردهای توپوگرافی در ژاپن محسوب می شود. مردم، مکان‌های باستانی، زیارتگاه‌ها و معابد بودایی به ویژه برای تحقیق در مورد خاندان تاکدا مفید هستند.
توپوگرافی جامع ولایت کای (استان یاماناشی)، در مجموع ۱۲۴ جلد. سردبیر سادانوری ماتسودایرا (Iyo no kami) از وظیفه کوفو است. این پروژه پیشرو در پروژه‌های تلفیقی مدرن مانند «تاریخ استانی یاماناشی»، یک پروژه بازنگری تاریخی خصوصی بود که توسط کینوسوکه واکائو در سال ۱۹۱۴ (تایشو ۴) گردآوری یا برنامه‌ریزی شد و «تاریخ استانی یاماناشی» در دوره هیسه‌ای هنوز یک ماده تاریخی اساسی برای تحقیق در مورد تاریخ استان یاماناشی است.
«شی» به معنای موردی در وقایع نگاری تاریخ است. کتاب‌های تاریخ در کیدن تای شامل تاریخ اصلی، زندگی‌نامه، جدول و شی است و «شی» جغرافیای اجتماعی، سیستم‌ها، فرهنگ و غیره را توصیف می‌کند.
برای اربابان فئودال کای در اوایل دوره مدرن، از جمله خاندان یاناگیساوا، ارباب قلمرو کوفو، توصیفات غیرمعمولی از تبلیغات آنها وجود دارد. در حالی که عناوین افتخاری برای تاکدا شینگن و یاناگیساوا یوشییاسو استفاده نمی‌شود، از عناوین افتخاری برای شوگون سالاری توکوگاوا استفاده می‌شود، به طوری که توکوگاوا ایه‌یاسو کامی-کون "Kami-kun" نامیده می‌شود و شوگون‌های متوالی با نام‌های قانونی خود خوانده می‌شوند.